# Spatelvitmossa
Spatelvitmossa (Sphagnum angermanicum) är en bladmossart som beskrevs av Johannes Botwid Elias Melin 1919. Enligt Catalogue of Life ingår Spatelvitmossa i släktet vitmossor och familjen Sphagnaceae, men enligt Dyntaxa är tillhörigheten istället släktet vitmossor och familjen Sphagnaceae. Enligt den svenska rödlistan är arten nära hotad i Sverige. Arten förekommer i Svealand och Nedre Norrland. Artens livsmiljö är våtmarker. Inga underarter finns listade i Catalogue of Life.